# Свободная импровизация
Свобо́дная импровиза́ция (англ. Free improvisation) — музыкальная импровизация, которая реализуется без каких-либо изначально заданных правил, то есть не ограничена никакими жанровыми, стилистическими, гармоническими, мелодическими, ритмическими и прочими рамками.
Для более точного определения смыслового содержания понятия «свободная импровизация» английский гитарист-импровизатор Дерек Бейли (англ. Derek Bailey) предложил термин «неидиоматическая импровизация» («non-idiomatic improvisation»).